# Sobregiro de amor
Sobregiro de amor es una telenovela colombiana producida por Caracol Televisión en 2007. Esta protagonizada por Zharick León y Juan Pablo Raba y con las participaciones antagónicas de Fiona Horsey y Róbinson Díaz.  
Se estrenó el 23 de agosto de 2007.

## Historia
La historia se desarrolla en medio del mundo de los bancos. Martín Monsalve, hijo del dueño del banco nueva granada, sostiene un compromiso con Paula Bustamante, quien a su vez es hija y heredera del dueño del banco de indias. Pero entre ellos aparece Liliana Herrera, una joven que trata de hacer lo que sea por llamar la atención de Martín, su gran amor, a pesar de su noviazgo con El Topo, un deportista que, hasta el día de hoy, aún no aparece en las emisiones de la novela por Caracol. Por esto, Liliana se convierte con el tiempo en el talón de Aquiles no sólo para las pretensiones de Paula de quedarse con Martín, sino también para la posible fusión de los dos bancos, que se oficializaría luego de la unión matrimonial entre Martín y Paula. Liliana Herrera llegó a trabajar en El Banco BNG, junto a Martín Monsalve. Con el tiempo Martín se estaba dando cuenta que estaba sintiendo algo por Liliana, de repente se produjo un viaje en el que Martín tuvo que ir con Liliana, por medio del viaje se produjo un derrumbe y tuvieron que tomar un desvío, a consecuencia de esto se perdieron y tuvieron que hospedarse en un hotel. En el hotel pasaron muchas cosas entre ellos y tomaron la decisión de que su amor debía de seguir y cada uno enfrentaría a sus familias Martín terminaría con Paula y Liliana con El Topo.

## Elenco
- Zharick León .... Liliana Herrera
- Juan Pablo Raba .... Martín Monsalve
- Robinson Díaz .... Julián Monsalve antagonista principal
- Fiona Horsey .... Paula Bustamante antagonista principal
- Martha Silva .... Consuelo Herrera
- Christian Tapán .... Horacio Pérez
- Ana María Trujillo .... Margarita Castro
- Nicolás Rincón .... Rubén Herrera
- Armando Gutiérrez .... Alfonso Monsalve
- Sebastián Ospina .... Enrique Bustamante
- Patricia Polanco .... Bertha Sáez de Bustamante
- Natalia Durán .... Sandra Boscarán
- Sandra Hernández .... Catalina
- Alberto León Jaramillo
- Waldo Urrego .... Wilson
- Liliana Escobar .... Marthica
- Gabriel Ochoa ....Fernando Arias
- Alfredo Cuéllar .... Alejandro Bernal
- Nicolás Niño .... Lucas Monsalvo

## Emisión Internacional
En Venezuela se transmitió a través de RCTV. Luego la telenovela también fue vista en Canal I en 2010.